# Retrica
Retrica — приложение, в котором можно редактировать фотографии, а также создавать коллажи из изображений. Программа приобрела популярность и является одной из самых загружаемых в мире. Приложение доступно для операционных систем Android и iOS.

## История
Приложение Retrica было протестировано в 2012 году, но безуспешно. В 2013 году состоялся успешный перезапуск приложения.
В 2013 году приложение Retrica стало доступно в Мексике, а в 2014 году приложение стало доступно и в других странах.
Предполагаемым создателем приложения Retrica является пользователь Google Play Адовис Чакон.